# Choerades mouchai
Choerades mouchai là một loài ruồi trong họ Asilidae. Choerades mouchai được Hradský miêu tả năm 1985. Loài này phân bố ở vùng Cổ Bắc giới.